# M75 (lance-grenades)
Pour les articles homonymes, voir M75.

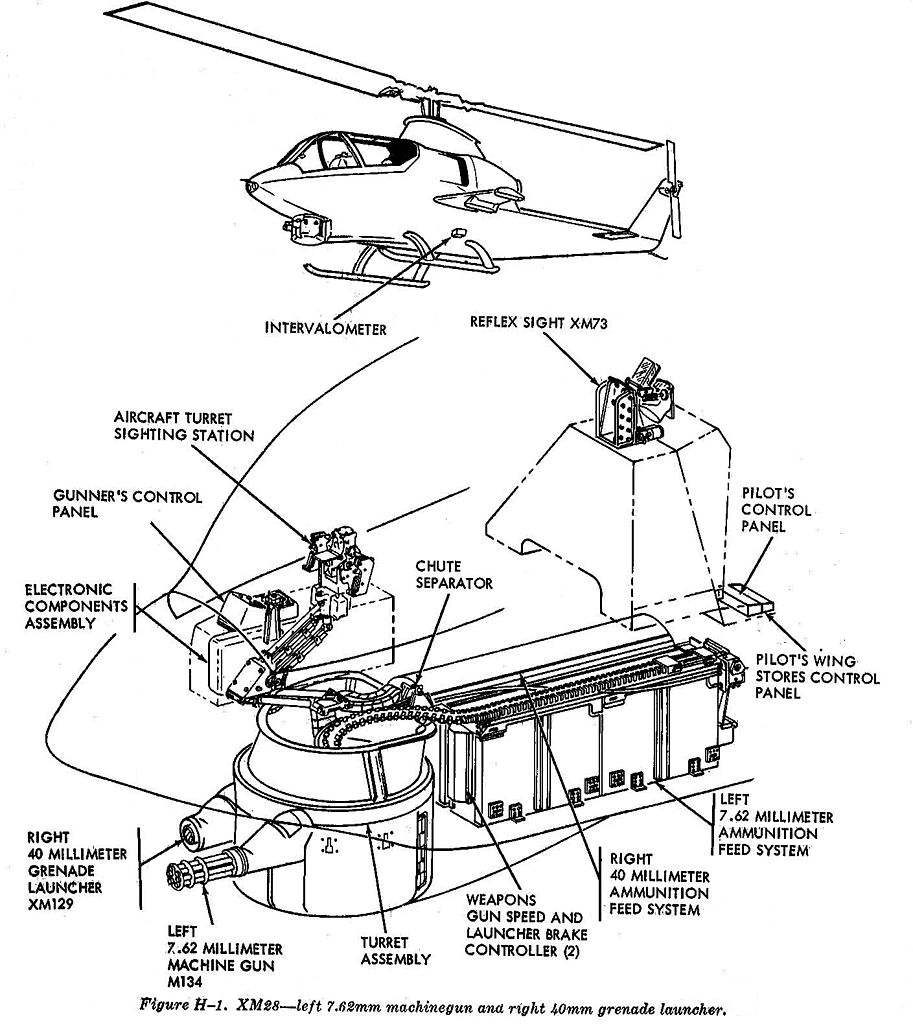
Schéma de la tourelle XM28 d'un AH-1 Cobra; la gatling est couplé à un lance-grenade M129.

Le M75 est un lance-grenades automatique de 40 mm équipant certains hélicoptères de l'armée américaine. Doté d'un moteur électrique et d'un système de refroidissement par air, il est capable d'une fréquence de tir de 215 à 230 coups par minute. Environ 500 unités furent produites.

## Historique
Développé par Ford Aerospace à la fin des années 1950, ce lance-grenades vise à devenir un équipement pour l'aviation américaine et ses hélicoptères. Les problèmes de recul que présentent l'utilisation de grenades pour une arme d'épaule, ne se posent pas pour un usage en tant qu'arme air-sol, et le M75 est spécifiquement développé pour chambrer des grenades de 40x53mm à haute vélocité. Le pod XM13 fut conçu pour équiper les avions américains de cette arme, mais le M75 fut essentiellement une arme d'hélicoptères de combat, et utilisé au cours de la guerre du Viêt Nam.
Le M75 est monté sur le système M5 de l'UH-1 Huey, le M28 du AH-1G Cobra, et l'ACH-47A Attack Cargo Helicopter (Guns-A-Go-Go) équipé également du système M5. Le système XM5/M5 est une petite tourelle de nez développée pour l'UH-1 Huey, qui porte ce lance-grenades M75, et 150 ou 302 munitions de grenades de 40x53mm.

## M129
Le M129 est une version améliorée de ce lance-grenades. Il est doté d'une came concentrique qui réduit le recul, et dispose d'une fréquence de tir plus élevée de 400 coups par minute. Ce modèle fut produit à environ 1 700 unités et équipe les versions AH-1G, MOD AH-1S, et AH-1S du Cobra, via le système M28. Le M129 sert aussi sur le Lockheed AH-56 Cheyenne, monté sur un système XM51, et l'UH-1H Huey grâce au XM94. Il équipe également l'OH-6A Cayuse et l'OH-58 Kiowa, monté sur un système XM8.